# نیکولا یوویچ
نیکولا یوویچ (صربی: Никола Јовић؛ زادهٔ ۹ ژوئن ۲۰۰۳) بازیکن بسکتبال اهل صربستان است.
از باشگاه‌هایی که در آن بازی کرده است می‌توان به میامی هیت اشاره کرد.
وی در مسابقات کشوری و بین‌المللی در مجموع برندهٔ ۱ مدال نقره و ۱ مدال برنز شده است.